# バンバン (ヌエヴァ・ヴィスカヤ州)
バンバン (Bambang) は、フィリピンのヌエヴァ・ヴィスカヤ州の一級自治体 (first class municipality)。2010年の国勢調査によれば、人口は47,657人である。当地は、サリナス天然記念物の塩の泉によって広く知られている。

## 歴史

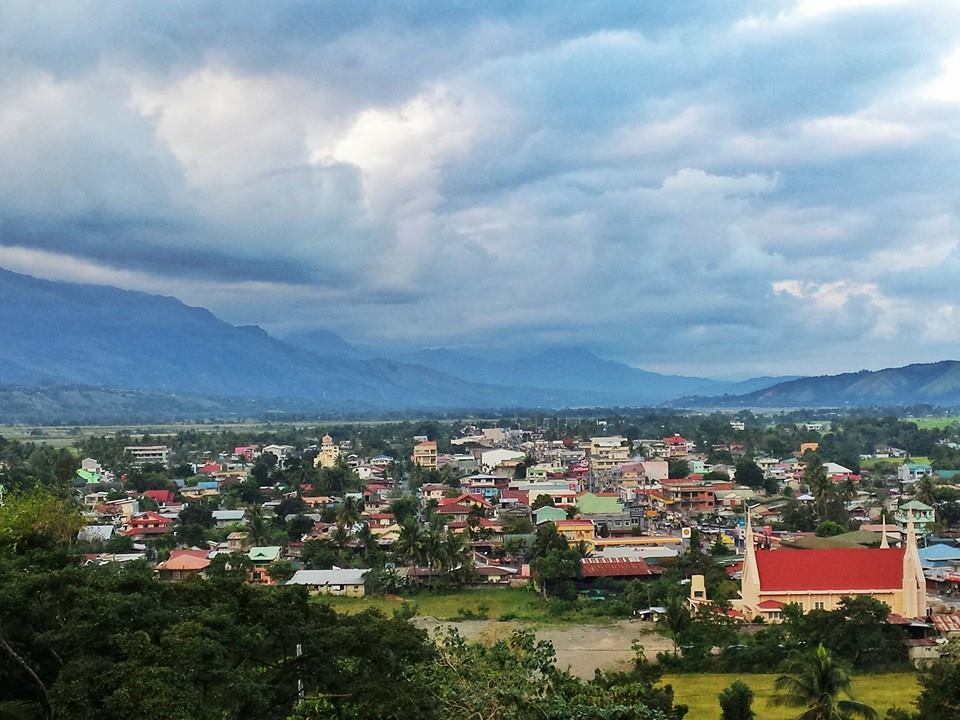

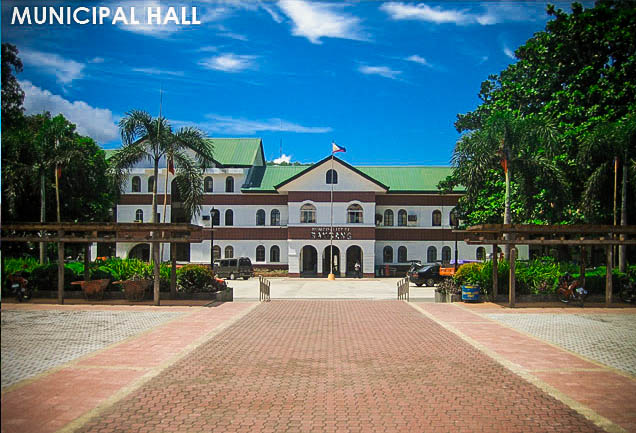

バンバンは、スペインによる植民地化の初期の段階で建設された町である。この地名は、イシナイ語で、「掘る」を意味する言葉である。
現在のヌエヴァ・ヴィスカヤ州南部に広がっていた危険な荒蕪地や害虫の多い密林へと敢えて分け入っていった最初の宣教団は1607年のドミニコ会であった。そのわずか2年後の1609年には、パンガシナン州からやって来たドミニコ会の宣教師たちが、この町の建設に着手した。トマス・グティエレス (Tomas Gutierez) 神父が当地へ到着し、最初の宣教団の入植地を設けたのである。この入植地は、後にイトゥイ (Ytuy) と称されるようになったが、その範囲は、現在のアリタオ、デュパス（Dupax：行政上はデュパス・デル・スールとデュパス・デル・ノルテに分かれる）、バンバンを含み、西側はイロンゴット族の居留地の一部（現在のカヤパ）にかかっていた。元々この地域に居住していたのは、アエタ族とパヌイプエ族 (Panuypuyes)（アリタオ）、イロンゴット族（デュパスとバンバン）であったが、こうした諸部族間の混交が進んで、現在のデュパス、アリタオ、バンバンの住民が形成されたのである。

### 近年の開発と発展
2012年、バンバンは開発の一環として、大規模な事業に門戸を開いた。現在では、新たにファーストフード店や、様々な商業施設が設けられつつある。

## 行政
フィリピン統計局 (NSO) の統計において、ヌエヴァ・ヴィスカヤ州は、カガヤン・バレー地方 (Cagayan Valley, Region II) に属しており、ヌエヴァ・ヴィスカヤ州の地域コードは50、州内におけるバンバンの自治体コードは4である。
ヌエヴァ・ヴィスカヤ州は、州知事 (Governor) によって行政執行、ないし、統治されている。バンバンの自治体は市長によって行政執行、統治されている。
各バランガイ（村）は、プノン・バランガイ（村長）によって行政執行、統治されている。

## バランガイ
バンバンは行政上、25のバランガイに区分されている
- Abian
- Abinganan
- Aliaga
- Almaguer North
- Almaguer South
- Banggot (Urban)
- Barat
- Buag (Urban)
- Calaocan (Urban)
- Dullao
- Homestead (Urban)
- Indiana
- Mabuslo
- Macate
- Manamtam
- Mauan
- Salinas
- San Antonio North
- San Antonio South
- San Fernando
- San Leonardo
- Santo Domingo (Tabangan)
- Pallas
- Magsaysay Hill (Urban)
- Santo Domingo West

## 人口
フィリピン国勢調査
（年次）＝（人口）　（年平均人口増加率）
- 1990年 = 33,663人
- 1995年 = 36,975人        +1.77%
- 2000年 = 41,393人	+2.45%
- 2007年 = 45,440人	+1.29%
- 2010年 = 47,657人	+1.75%

出典：国家統計局 (National Statistics Office)

## 交通
バンバン周辺で、最も一般的な移動手段は、ジープニーである。ジープニーは周辺各地からの物資輸送や、住民や旅行者の移動に用いられている。短距離の移動では、トライシクル（三輪車）も公共輸送に用いられる。
バンバンは、美しい景観で知られるバナウェの棚田群まで半日もかからない位置にあり、ショッピングも可能なほど都市化されたソラノには1時間ほどで行ける。

## 教育

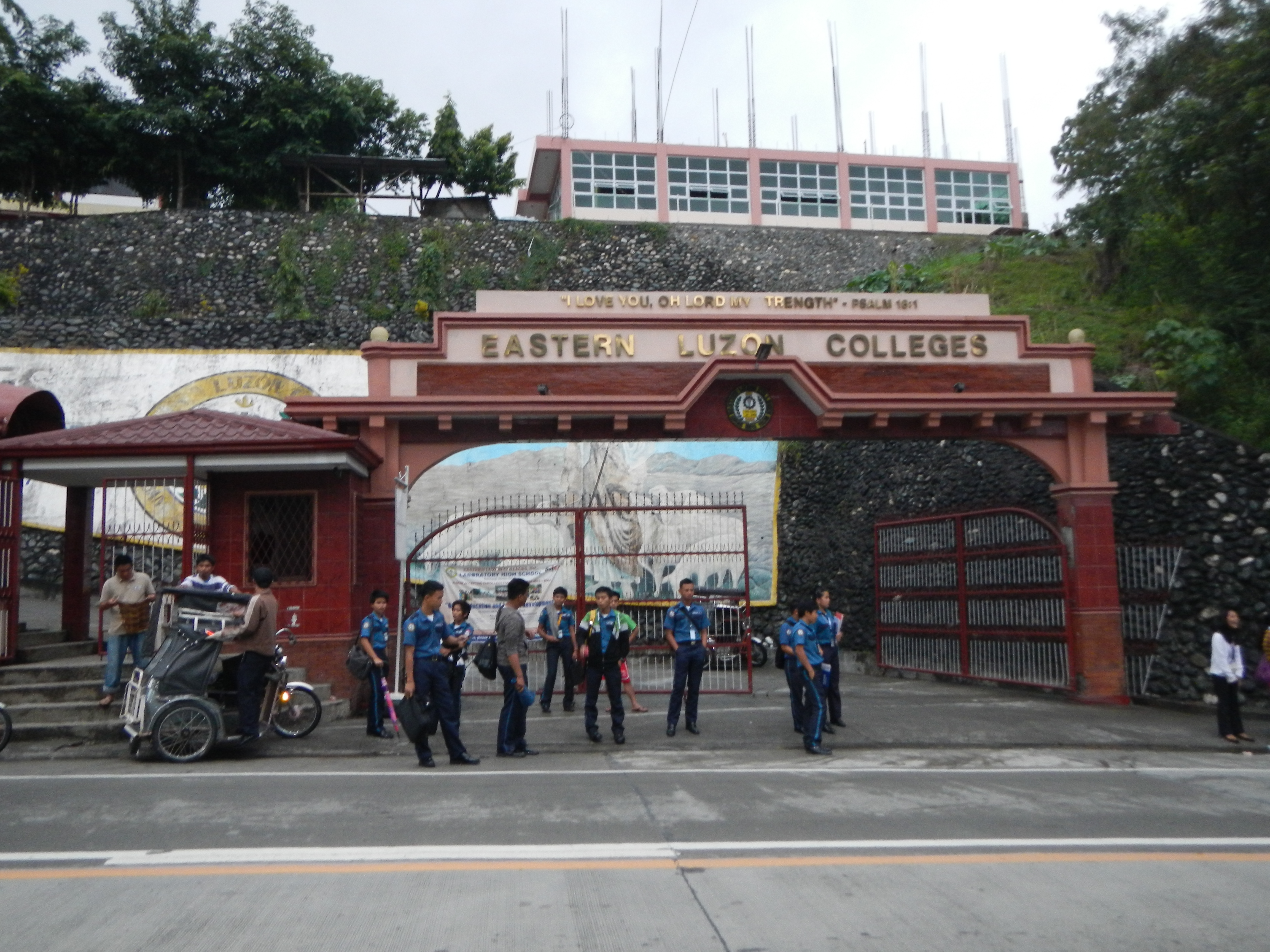
旧東ルソン大学 (Eastern Luzon Colleges) 校舎

### 高等教育
- King's College of the Philippines （かつての Eastern Luzon Colleges）
- ヌエヴァ・ヴィスカヤ州立大学（英語版）
- Advocates College

## ギャラリー

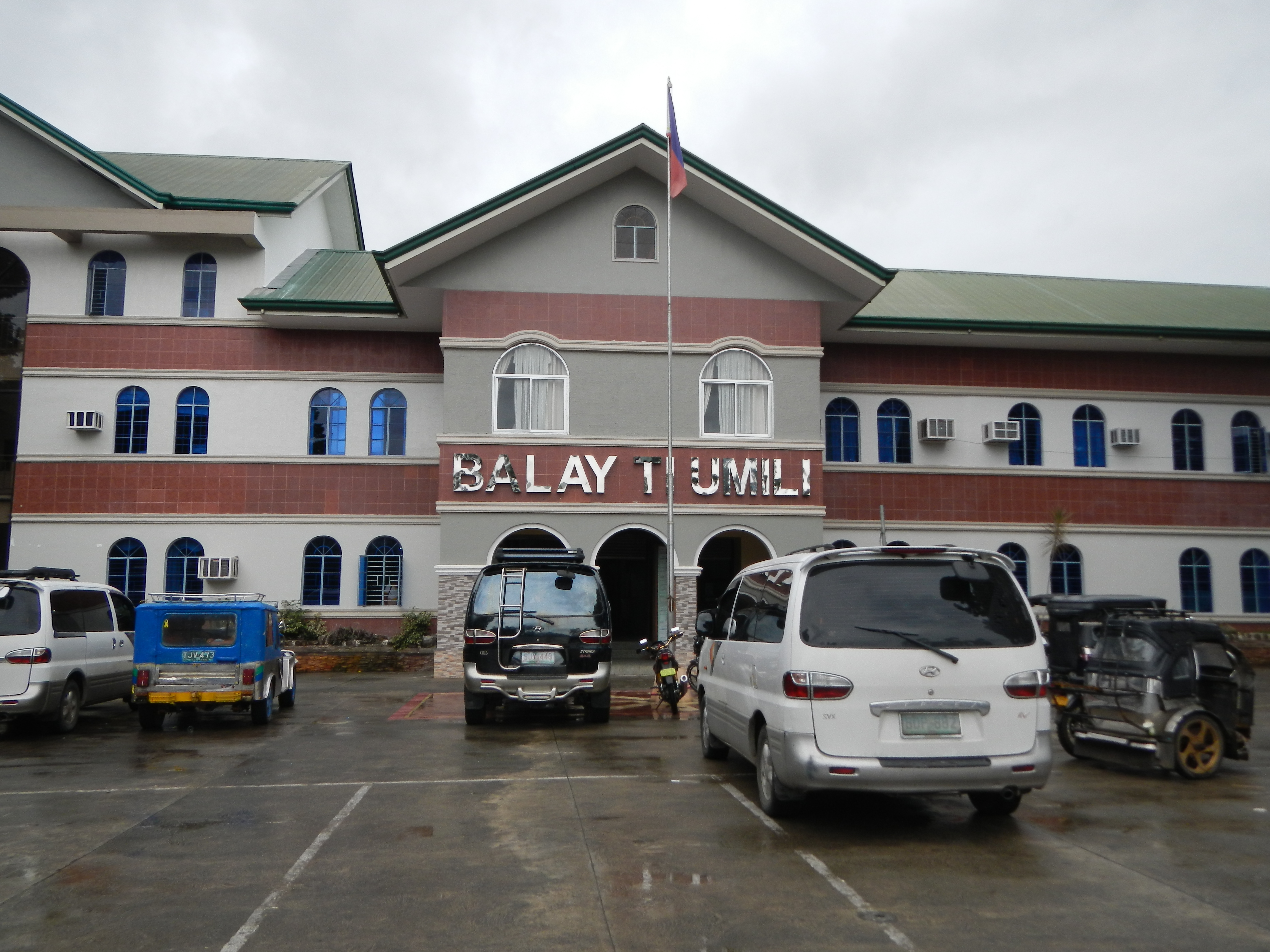
バンバン市役所
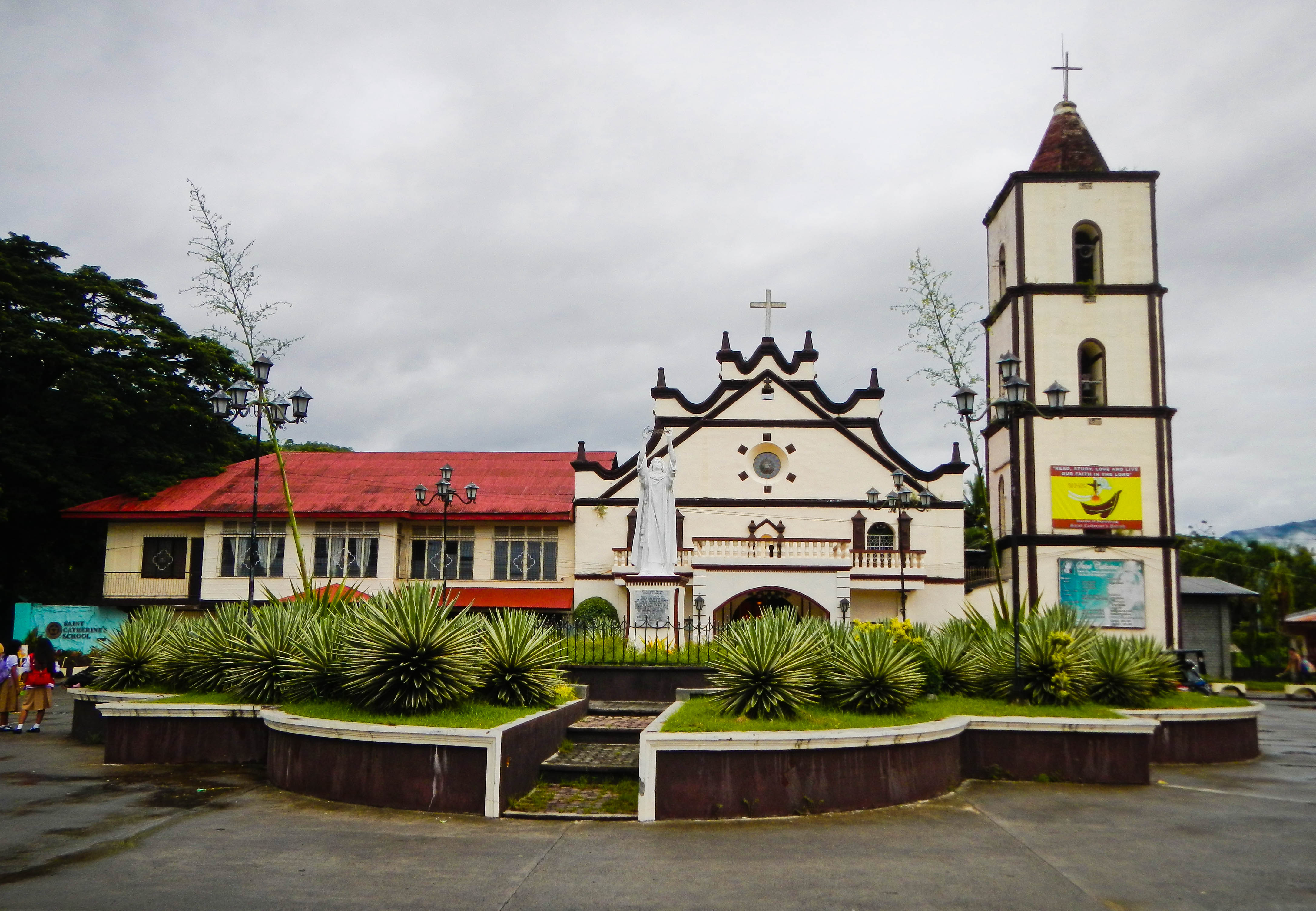
Saint Catherine of Siena Parish Church（教区教会）
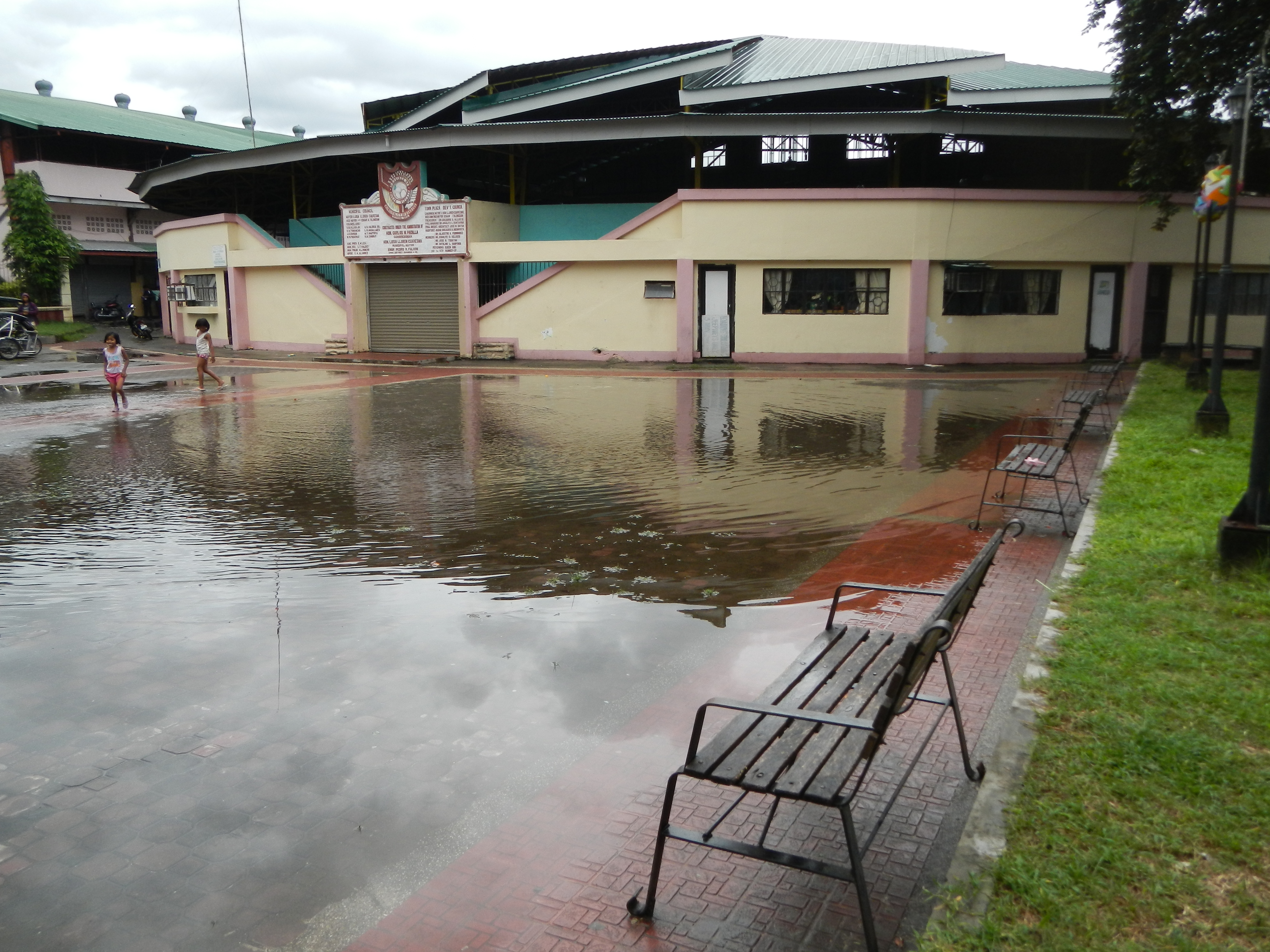
バンバン体育館
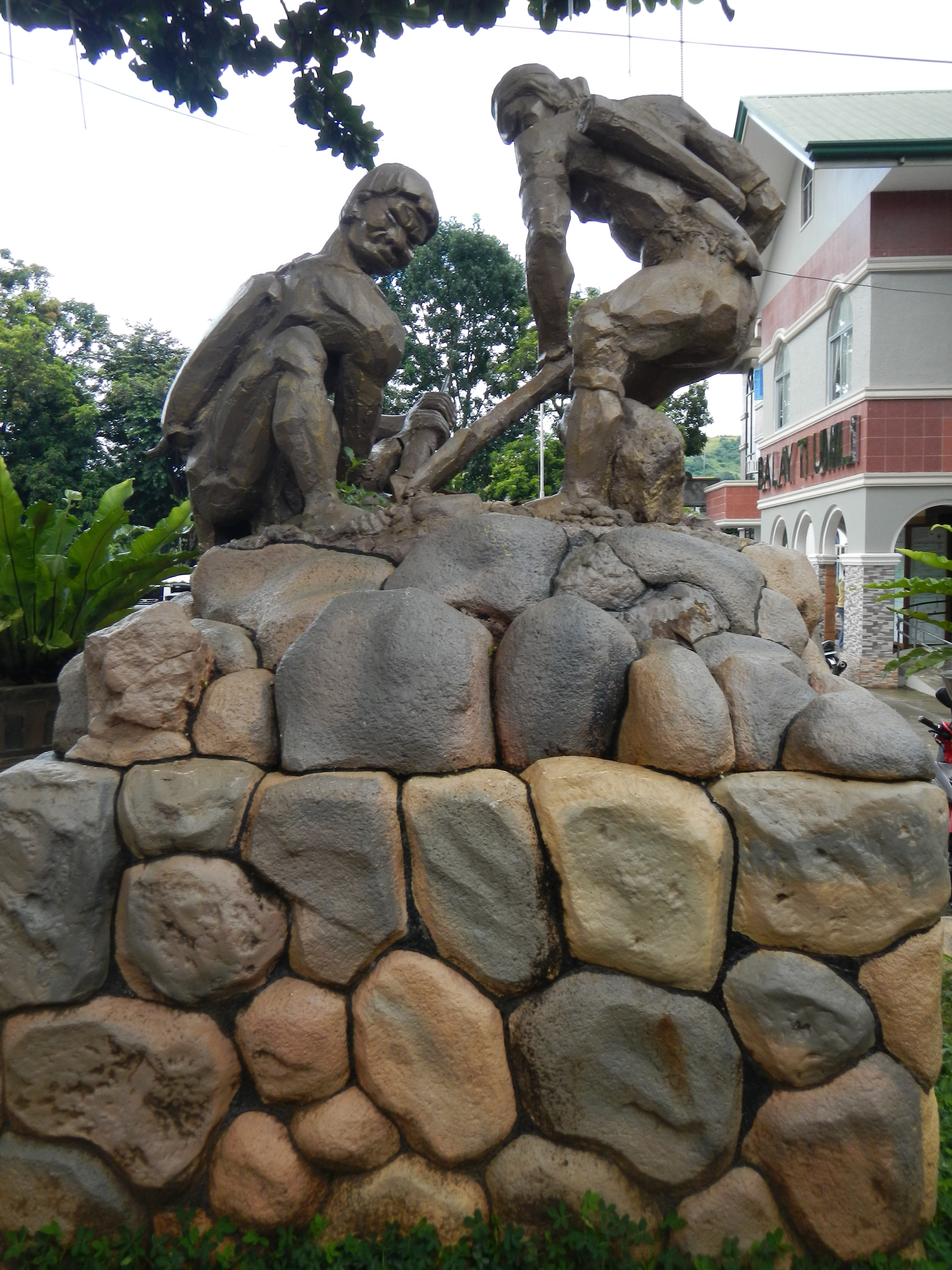
バンバン農業記念碑
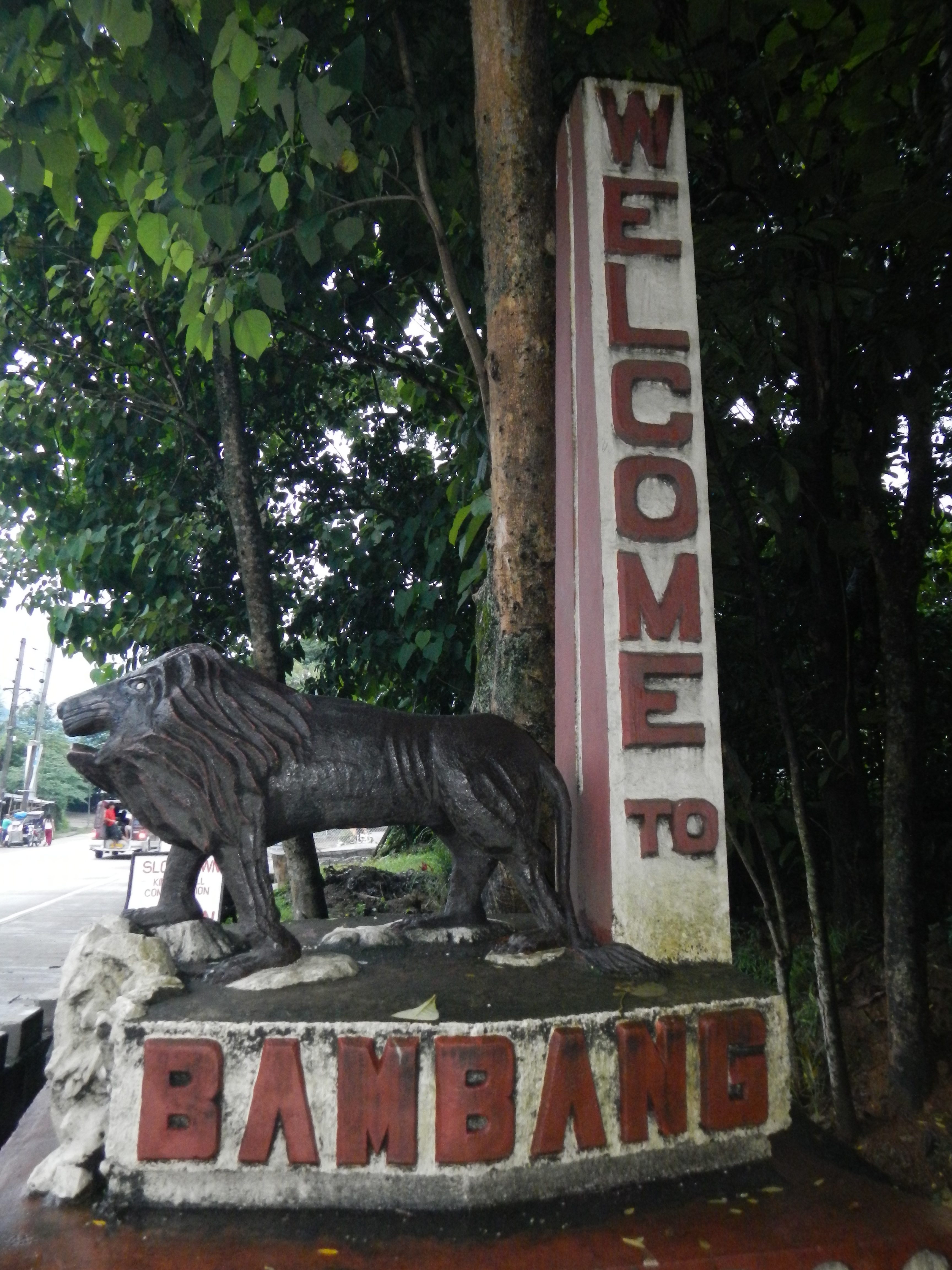
歓迎の獅子の記念碑